# Agnès Abécassis
Agnès Abécassis (* 16. března 1972, Paříž) je francouzská publicistka, časopisecká a televizní redaktorka, ilustrátorka, televizní scenáristka a prozaička.